# Aeroacústica
Aeroacústica es la rama de la acústica y mecánica de fluidos que estudia la generación de ruido debida a flujos turbulentos o fuerzas aerodinámicas interactuando con fronteras sólidas. La generación de ruido también es asociada con fluctuaciones de vorticidad. Un ejemplo de este fenómeno son las resonancias eólicas producidas por el viento cuando fluye alrededor de cuerpos sumergidos en este, por ejemplo la calle de vórtices de von Kármán.   
A pesar de que no ha sido establecida una teoría científica completa para la generación de ruido por medio de flujos turbulentos, la mayoría de los análisis aeroacústicos están basados en las llamadas analogías acústicas, propuestas por  James Lighthill en los años 1950s durante su estadía en la Universidad de Mánchester. En las analogías acústicas, las ecuaciones que gobiernan el movimiento de fluidos son reagrupadas de tal manera que forman una ecuación de onda en la parte derecha de la ecuación con términos remanentes en la parte izquierda, siendo estos últimos las fuentes de ruido aerodinámico.   

## Historia
El desarrollo de la moderna ciencia de la aeroacústica tuvo como motivación el incremento de las emisiones de ruido en aeropuertos, debido a tecnologías emergentes de aviones a reacción comerciales en la década de 1950. Así pues, el nacimiento de la aeroacústica tuvo lugar con la publicación de los artículos "On sound generated aerodynamically I & II " por James Lighthill en los inicios de la década de 1950. Estos artículos son considerados como los referentes de esta ciencia.

## Ecuación de Lighthill
Las ecuaciones de Navier–Stokes, las cuales gobiernan la dinámica de fluidos viscosos compresibles, fueron reagrupadas por Lighthill  en una ecuación de onda no homogénea, así logrando una conexión entre la mecánica de fluidos y la acústica. La expresión resultante es comúnmente llamada "analogía de Lighthill" ya que este modelo representa el campo acústico que no está (de una manera rigurosa) basado en la física del flujo, si no, en una analogía de como este podría representase a través de las ecuaciones fluido-dinámicas para flujo compresible.      
Considerando la ecuación de continuidad la cual se expresa como: 
{\displaystyle {\frac {\partial \rho }{\partial t}}+\nabla \cdot \left(\rho \mathbf {v} \right)={\frac {D\rho }{Dt}}+\rho \nabla \cdot \mathbf {v} =0,}
donde {\displaystyle \rho } y {\displaystyle \mathbf {v} } representan la densidad y velocidad del fluido, con variabilidad espacial y temporal, y {\displaystyle D/Dt} es la derivada material.
Ahora, considerando la ecuación de conservación de momento escrita como: 
{\displaystyle {\rho }{\frac {\partial \mathbf {v} }{\partial t}}+{\rho (\mathbf {v} \cdot \nabla )\mathbf {v} }=-\nabla p+\nabla \cdot \sigma ,}
donde {\displaystyle p} es la presión termodinámica, y {\displaystyle \sigma } es el tensor viscoso de las ecuaciones de Navier–Stokes.
Multiplicando la ecuación de continuidad por {\displaystyle \mathbf {v} } y sumando la ecuación de conservación de momento, resulta en:  
{\displaystyle {\frac {\partial }{\partial t}}\left(\rho \mathbf {v} \right)+\nabla \cdot (\rho \mathbf {v} \otimes \mathbf {v} )=-\nabla p+\nabla \cdot \sigma .}
Notando que {\displaystyle \mathbf {v} \otimes \mathbf {v} } es un tensor (véase también producto tensorial). Tomando la divergencia de la ecuación de momento y sustrayéndole la derivada temporal de la ecuación de continuidad, resulta en:   
{\displaystyle {\frac {\partial ^{2}\rho }{\partial t^{2}}}-\nabla ^{2}p+\nabla \cdot \nabla \cdot \sigma =\nabla \cdot \nabla \cdot (\rho \mathbf {v} \otimes \mathbf {v} ).}
Sustrayendo a ambos lados {\displaystyle c_{0}^{2}\nabla ^{2}\rho }, donde {\displaystyle c_{0}} es la velocidad del sonido en un medio en reposo, esto resulta en: 
{\displaystyle {\frac {\partial ^{2}\rho }{\partial t^{2}}}-c_{0}^{2}\nabla ^{2}\rho =\nabla \cdot \left[\nabla \cdot (\rho \mathbf {v} \otimes \mathbf {v} )-\nabla \cdot \sigma +\nabla p-c_{0}^{2}\nabla \rho \right],}
siendo equivalente a: 
{\displaystyle {\frac {\partial ^{2}\rho }{\partial t^{2}}}-c_{0}^{2}\nabla ^{2}\rho =(\nabla \otimes \nabla ):\left[\rho \mathbf {v} \otimes \mathbf {v} -\sigma +(p-c_{0}^{2}\rho )\mathbb {I} \right],}
donde {\displaystyle \mathbb {I} } es el tensor identidad, y {\displaystyle :} representa el doble operador de contracción tensorial.
La ecuación precedente es la célebre ecuación de Lighthill, una de las principales en la aeroacústica. Esta se trata de una ecuación de onda con un término fuente en el lado derecho de la ecuación, en otras palabras, una ecuación de onda no homogénea. El término de la "doble contracción tensorial" en el lado derecho de la ecuación, es decir {\displaystyle \rho \mathbf {v} \otimes \mathbf {v} -\sigma +(p-c_{0}^{2}\rho )\mathbb {I} }, es conocido como el tensor de Lighthill asociado al campo acústico, comúnmente denotado por {\displaystyle T}. 
Mediante el uso de la notación de Einstein, la ecuación de Lighthill se puede reescribir como:   
{\displaystyle {\frac {\partial ^{2}\rho }{\partial t^{2}}}-c_{0}^{2}\nabla ^{2}\rho ={\frac {\partial ^{2}T_{ij}}{\partial x_{i}\partial x_{j}}},\quad (*)}
donde
{\displaystyle T_{ij}=\rho v_{i}v_{j}-\sigma _{ij}+(p-c_{0}^{2}\rho )\delta _{ij},}
y {\displaystyle \delta _{ij}} es el delta de Kronecker. Cada uno de los términos fuente en {\displaystyle T_{ij}} juega un rol importante en la generación de ruido. Por ejemplo, {\displaystyle \rho v_{i}v_{j}} describe el ruido debido a las fluctuaciones de flujo (tensor de Reynolds), {\displaystyle \sigma _{ij}} es el ruido producido por efectos viscosos y de cizalladura (vorticidad) y {\displaystyle (p-c_{0}^{2}\rho )\delta _{ij}} describe el ruido generado por procesos acústicos no lineales. 
Generalmente es posible despreciar los efectos de viscosidad en el fluido, es decir {\displaystyle \sigma =0}, esto se debe a que es comúnmente aceptado que los efectos viscosos a grandes número de reynolds están varios órdenes de magnitud por debajo de los otros términos de la ecuación. En el caso de flujos a bajo  número de reynolds (efectos viscosos dominantes), el ruido producido es tan bajo que no entra en el umbral percibido por los humanos. Lighthill  presenta una larga y profunda discusión sobre este tema.     
Finalmente, es importante destacar que la ecuación de Lighthill es exacta en el sentido que, ninguna aproximación fue requerida durante la derivación matemática.